# Сумчатые волки

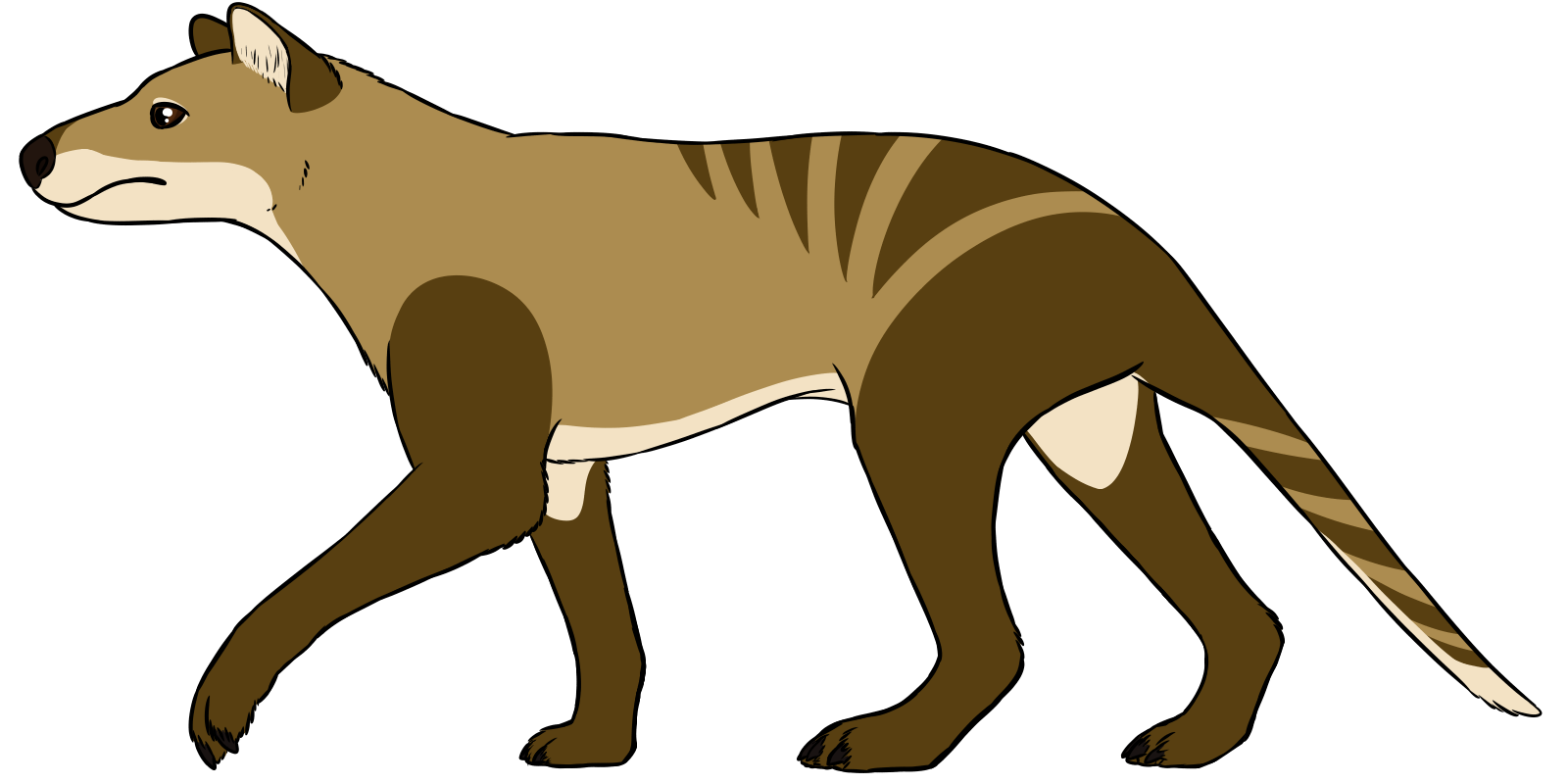
Реконструкция Nimbacinus dicksoni

Сумчатые волки (лат. Thylacinidae) — семейство вымерших млекопитающих из отряда хищных сумчатых (Dasyuromorphia). Самый известный вид — Thylacinus cynocephalus (сумчатый волк), последний представитель которого умер в зоопарке на Тасмании в 1936 году.

## Классификация
- † Род Badjcinus
  - † Badjcinus turnbulli Muirhead & Wroe, 1998 (поздний олигоцен)
- † Род Maximucinus
  - † Maximucinus muirheadae S. Wroe, 2001 (средний миоцен)
- † Род Muribacinus
  - † Muribacinus gadiyuli S. Wroe, 1996 (средний миоцен)
- † Род Mutpuracinus
  - † Mutpuracinus archiboldi Murray & Megirian, 2000 (средний миоцен)
- † Род Ngamalacinus
  - † Ngamalacinus timmulvaneyi Muirhead, 1997 (ранний миоцен)
- † Род Nimbacinus
  - † Nimbacinus dicksoni Muirhead & Archer, 1990 (поздний олигоцен — миоцен)
  - † Nimbacinus richi Murray & Megirian, 2000 (средний миоцен)
- † Род Thylacinus
  - † Thylacinus cynocephalus (Harris, 1808) — сумчатый волк (ранний плиоцен — 1936)
  - † Thylacinus macknessi Muirhead, 1992 (поздний олигоцен — миоцен)
  - † Thylacinus megiriani Murray, 1997 (поздний миоцен)
  - † Thylacinus potens Woodburne, 1967 (поздний миоцен)
  - † Thylacinus rostralis De Vis, 1894
  - † Thylacinus yorkellus (ранний миоцен — поздний плиоцен)
- † Род Tyarrpecinus
  - † Tyarrpecinus rothi Murray & Megirian, 2000 (поздний миоцен)
- † Род Wabulacinus
  - † Wabulacinus ridei Muirhead, 1997 (поздний олигоцен — ранний миоцен)